# 愛德華茲 (紐約州普查規定居民點)
愛德華茲（英語：Edwards）是位於美國紐約州聖羅倫斯縣的普查規定居民點。

## 人口
根據2020年美國人口普查的數據，愛德華茲的面積為2.49平方千米，當中陸地面積為2.40平方千米，而水域面積為0.09平方千米。當地共有人口361人，而人口密度為每平方千米144.98人。